# Colebatch
Colebatch är en ort och civil parish i Storbritannien.   Den ligger i grevskapet Shropshire i riksdelen England, i den södra delen av landet, 220 km nordväst om huvudstaden London.